# NJPW Wrestling Hinokuni
NJPW Wrestling Hinokuni es un evento de pago por visión producido por la empresa de lucha libre profesional New Japan Pro-Wrestling. El evento se estableció en 2015 y se llevó a cabo a fines de abril entre los grandes eventos Invasion Attack y Wrestling Dontaku. El evento se llevó a cabo en la localidad de Mashiki, Kumamoto y su nombre se refiere al apodo de la Prefectura de Kumamoto, "Tierra de Fuego" (火の国 Hinokuni, en japonés; Land of Fire, en inglés). La edición de 2016 fue cancelada debido al Terremoto de Kumamoto de 2016. En 2017, el evento fue reemplazado por Wrestling Toyonokuni, que tuvo lugar en Beppu, Ōita. El evento regresó en 2018, dos años después del Terremoto de Kumamoto.

## Fechas y lugares
| Evento                    | Fecha               | Lugar                    | Estadio                         | Asistencia | Evento principal               |       |
| ------------------------- | ------------------- | ------------------------ | ------------------------------- | ---------- | ------------------------------ | ----- |
| Wrestling Hinokuni (2015) | 29 de abril de 2015 | Mashiki, Kumamoto, Japón | Grand Messe Kumamoto            | 2.460      | Tomohiro Ishii vs. Togi Makabe | [ 4 ] |
| Wrestling Hinokuni (2018) | 29 de abril de 2018 | 3.435                    | Minoru Suzuki vs. Tetsuya Naito | [ 5 ]      |                                |       |
| Wrestling Hinokuni (2019) | 29 de abril de 2019 | 2.702                    | Jay White vs. Hirooki Goto      | [ 6 ]      |                                |       |

## Ediciones

### 2015
Wrestling Hinokuni 2015 tuvo lugar el 29 de abril de 2015 desde el Grand Messe Kumamoto en Mashiki, Kumamoto, Japón.
En paréntesis se indica el tiempo de cada combate:
- Gedo, Rocky Romero y Baretta derrotaron a Sho Tanaka, Yohei Komatsu y Jay White (8:01)
  - Baretta cubrió a Komatsu después de un «Strong Zero».
- Bullet Club (Yujiro Takahashi y Cody Hall) derrotaron a Satoshi Kojima y Captain New Japan (8:07) 
  - Takahashi cubrió a Captain después de un «Tokyo Pimps».
- Manabu Nakanishi, Ryusuke Taguchi y KUSHIDA derrotaron a Yuji Nagata, Tiger Mask IV y Máscara Dorada (7:50)
  - KUSHIDA cubrió a Dorada después de un «Japanese Leg Roll Clutch Hold».
- Steve Anthony (c) derrotó a Jushin Thunder Liger y retuvo el Campeonato Mundial Peso Pesado Junior de la NWA (12:35)
  - Anthony cubrió a Liger después de un «Exclamation Point».
- Hiroyoshi Tenzan (c) derrotó a Big Daddy Yum Yum y retuvo el Campeonato Mundial Peso Pesado de la NWA (10:57)
  - Tenzan cubrió a Daddy después de un «Anaconda Max».
- Bullet Club (Doc Gallows, Karl Anderson y Kenny Omega) derrotaron a Alex Shelley, Tetsuya Naito y Tomoaki Honma (12:50)
  - Anderson cubrió a Honma después de un «Magic Killer».
- Chaos (Kazuchika Okada y Yoshi-Hashi) derrotaron a Bullet Club (Bad Luck Fale y Tama Tonga) (11:39)
  - Okada cubrió a Tama después de un «Rainmaker».
- Shinsuke Nakamura, Kazushi Sakuraba y Toru Yano derrotaron a Hiroshi Tanahashi, Hirooki Goto y Katsuyori Shibata (16:45) 
  - Yano cubrió a Tanahashi después de un «Cradle».
- Togi Makabe derrotó a Tomohiro Ishii (c) y ganó el Campeonato de Peso Abierto NEVER (25:42)
  - Makabe cubrió a Ishii después de un «King Kong Kneedrop».

### 2018
Wrestling Hinokuni 2018 tuvo lugar el 29 de abril de 2018 desde el Grand Messe Kumamoto en Mashiki, Kumamoto, Japón.
En paréntesis se indica el tiempo de cada combate:
- Tetsuhiro Yagi y Yuji Nagata derrotaron a Shota Umino y Tomoyuki Oka (9:41).
  - Nagata forzó a Umino a rendirse con un «Nagata Lock».
- Jushin Thunder Liger, Tiger Mask, David Finlay y Taguchi derrotaron a CHAOS (Sho, Yoh, Rocky Romero y Jay White) (7:18).
  - Finlay cubrió a Romero después de un «Prima Nocta».
- Tomohiro Ishii & Toru Yano derrotaron a Togi Makabe & Toa Henare (7:56).
  - Ishii cubrió a Henare después de un «Vertical Drop Brainbuster».
- Suzuki-gun (TAKA Michinoku, Taichi, Takashi Iizuka & Zack Sabre Jr.) derrotaron a Golden☆Lovers (Kenny Omega & Kota Ibushi) y Bullet Club (Yujiro Takahashi & Chase Owens) (8:51).
  - Sabre forzó a Owens a rendirse con un «Manjigatame».
  - Antes de iniciar la lucha, Suzuki-gun atacaron a los dos equipos.
- KUSHIDA, Michael Elgin, Juice Robinson y Hiroshi Tanahashi derrotaron a CHAOS (Kazuchika Okada, Hirooki Goto, YOSHI-HASHI y Will Ospreay) (10:13).
  - Tanahashi cubrió a HASHI después de un «High Fly Flow».
  - Después de la lucha, Okada atacó a Tanahashi.
- Bushi derrotó a El Desperado por descalificación (9:58).
  - Desperado fue descalificado después de que Kanemaru viniera a atacar a Bushi.
  - Después de la lucha, Desperado y Kanemaru continuaron atacando a Bushi, pero Hiromu Takahashi salió a detenerlo.
- Hiromu Takahashi (con Bushi) derrotó a Yoshinobu Kanemaru (con El Desperado) (11:28).
  - Takahashi cubrió a Kanemaru después de un «Time Bomb».
  - Durante la lucha, Desperado intervino a favor de Kanemaru y Bushi a favor de Takahashi.
- Los Ingobernables de Japón (EVIL & Sanada) (c) derrotaron a K.E.S. (Davey Boy Smith Jr. & Lance Archer) y retuvieron el Campeonato en Parejas de la IWGP (17:58).
  - Evil cubrió a Smith después de un «Plancha».
- Tetsuya Naito derrotó a Minoru Suzuki (c) y ganó el Campeonato Intercontinental de la IWGP (30:42).
  - Naito cubrió a Suzuki después de un «Destino».

### 2019
Wrestling Hinokuni 2019 tuvo lugar el 29 de abril de 2019 desde el Grand Messe Kumamoto en Mashiki, Kumamoto, Japón.
En paréntesis se indica el tiempo de cada combate:
- Ren Narita, Shota Umino y Tomoaki Honma derrotaron a Yuya Uemura, Yota Tsuji y Toa Henare (11:00).
  - Umino cubrió a Uemura después de un «Fisherman's Suplex».
- Ryusuke Taguchi, Tiger Mask IV, Jushin Thunder Liger, Yoshi-Hashi y Jeff Cobb derrotaron a Suzuki-gun (Taka Michinoku, El Desperado, Yoshinobu Kanemaru, Minoru Suzuki & Taichi) (12:42).	
  - Cobb cubrió a Michinoku después de un «Tour of the Islands».
- Will Ospreay y Dragon Lee derrotaron a Bullet Club (Taiji Ishimori & Hikuleo) (10:06).
  - Ospreay cubrió a Hikuleo después de un «OsCutter».
- Bad Luck Fale derrotó a Mikey Nicholls (7:24).
  - Fale cubrió a Nicholls después de un «Grenade».
- Juice Robinson derrotó a Chase Owens (8:43).
  - Robinson cubrió a Owens después de un «Pulp Friction».
  - El Campeonato Peso Pesado de los Estados Unidos de la IWGP de Robinson no estuvo en juego.
- Los Ingobernables de Japón (Shingo Takagi, Bushi, Tetsuya Naito, Evil & Sanada) derrotaron a Chaos (Sho, Yoh, Rocky Romero, Tomohiro Ishii & Kazuchika Okada) (16:40).
  - Sanada forzó a Sho a rendirse con un «Skull End».
- Guerrillas of Destiny (Tama Tonga & Tanga Loa) (con Jado) derrotaron a The Most Violent Players (Togi Makabe & Toru Yano) y retuvieron el Campeonato en Parejas de la IWGP (14:50).
  - Tonga cubrió a Makabe después de un «Schoolboy».
  - El Campeonato Mundial en Parejas de ROH de Guerillas of Destiny no estuvo en juego.
- Jay White (con Gedo) derrotó a Hirooki Goto (22:59).
  - White cubrió a Goto después de un «Blade Runner».